# Красноярськ (аеропорт)
Міжнародний аеропорт «Ємельяново» (IATA: KJA, ICAO: UNKL) — міжнародний аеропорт м. Красноярська, вузловий порт регіональних і міжнародних перевезень, найбільший аеропорт центрального та східного Сибіру. Розташований поблизу з смт. Ємельяново Красноярського краю за 27 кілометрів на північний схід від Красноярська.
Аеропорт здатний приймати літаки Боїнг 737, Boeing 747, Boeing 757, Боїнг 767, Boeing 777, Іл-62, Іл-76, Іл-86, Іл-96, Ту-154, Ту-204 та інші більш легкі, а також гелікоптери всіх типів. Класифікаційне число ЗПС (PCN) 95/R/B/X/T.
Аеропорт є хабом для авіаліній:
- Aeroflot
- KrasAvia
- NordStar
- Pegas Fly
- AirBridge Cargo
- Azur Air
- IrAero
- S7 Airlines
- Ural Airlines[en]

## Історія

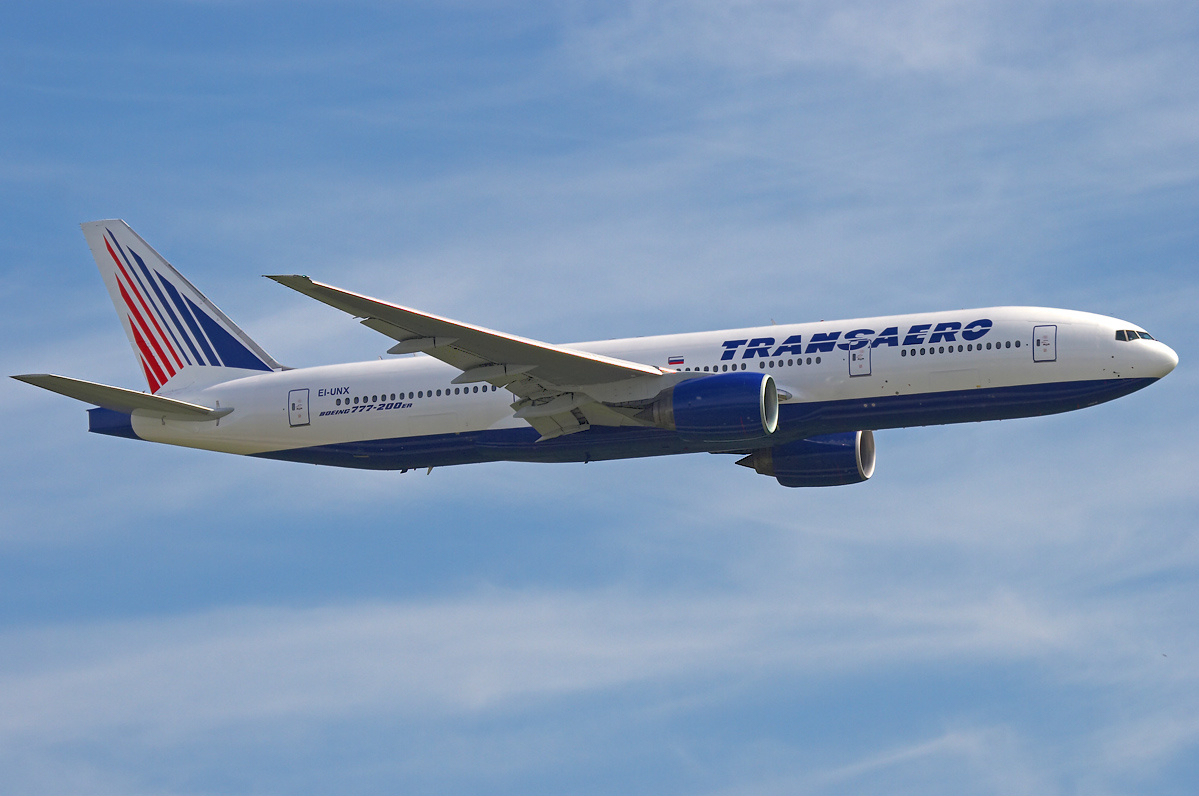
12 квітня в красноярському аеропорту вперше здійснив посадку Боїнг-777

Будівництво аеропорту Ємельяново почалося у середині 1970-х років, після того як стало ясно, що аеропорт Красноярськ (пізніше отримав назву «Північний»), який перебував у межах міста на той момент, більше не може розвиватися.
У 1975 році в Красноярську був створений інститут «Сібаеропроект».

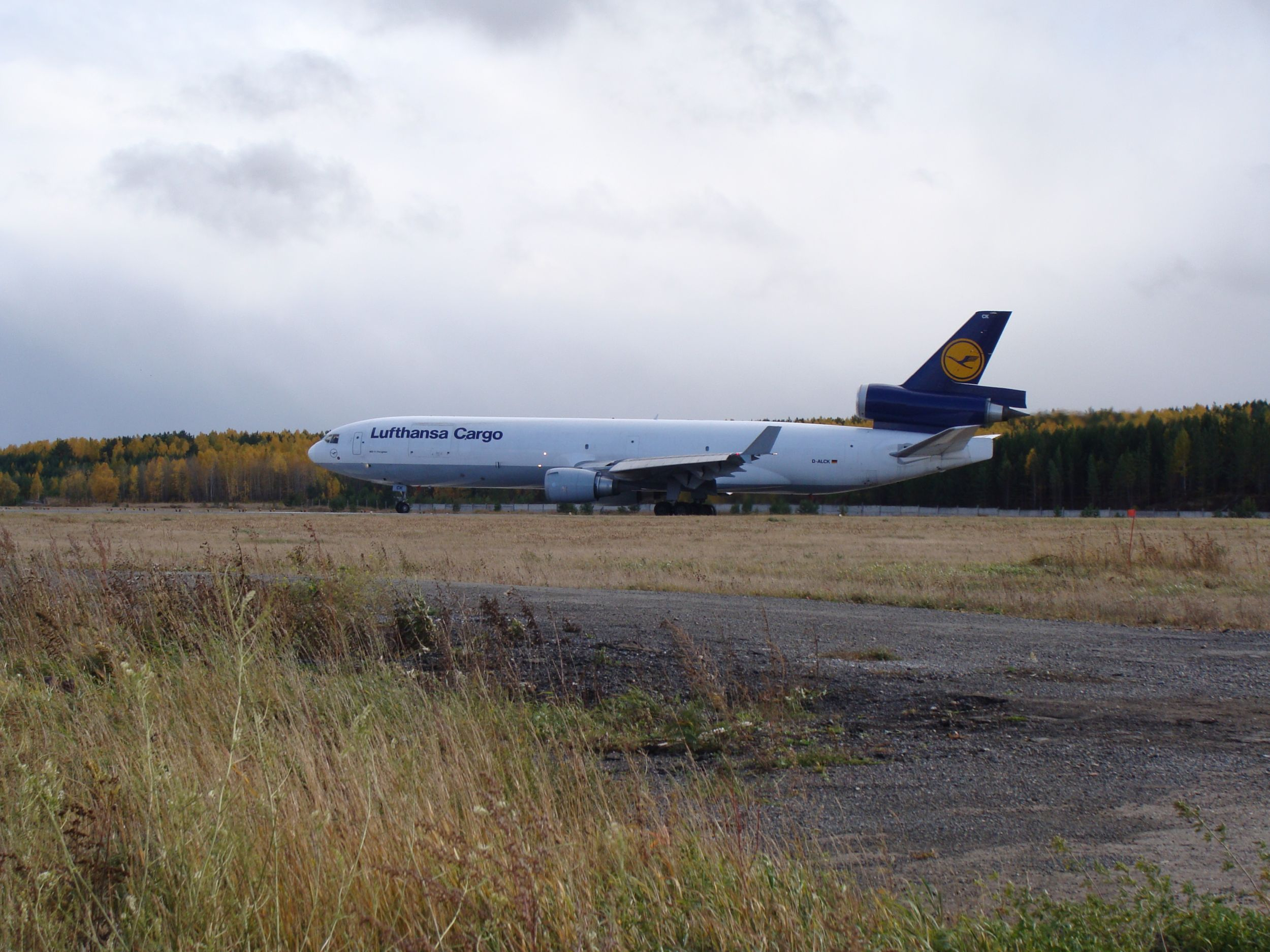
Lufthansa Cargo MD-11F в Ємельяново

Аеропорт був введений в експлуатацію у 1980 році, після чого продовжував добудовуватися. Новий аеропорт Красноярська за межами міста був збудований, у тому числі, для прийому надзвукових пасажирських літаків Ту-144Д. Передбачалося, що у 1981-1982 роках в Красноярськ з Москви почнуться регулярні пасажирські перевезення на цих літаках (з бортовими номерами СРСР-77112 та СРСР-77114). Планувалися рейси Москва — Красноярськ — Москва та транзитна посадка на маршруті Ту-144Д Москва — Хабаровськ. Плани залишилися нереалізованими через недовіру керівництва МЦА СРСР до Ту-144 і низької рентабельності перевезень на цьому літаку.
У 2005 році відкрито новий міжнародний термінал аеропорту (термінал 2).
З 2001 по 2006 в теплу пору року проводився ремонт злітно-посадкової смуги та заміна покриття на асфальтобетон з армованою полімерною сіткою. У цей час ремонт вівся в режимі технологічних вікон, коли рейси припинялися для виконання технічних робіт на смузі. Пізніше ремонт вели без припинення виконання польотів.
У січні 2008 році на аеродромі аеропорту Ємельяново була встановлена система вогнів високої інтенсивності, на самій злітно-посадковій смузі — осьові вогні та вогні зони приземлення (так званий світловий килим). Злітно-посадкова смуга аеропорту Емельяново — перша з трьох в Росії за Уралом, відповідна вимогам II категорії ІКАО по складу світлотехнічного та радіотехнічного обладнання.
12 квітня 2012 року в красноярському аеропорту вперше здійснив посадку Boeing 777 авіакомпанії «Трансаеро», що виконував рейс за маршрутом Бангкок-Красноярськ

## Аеропорт

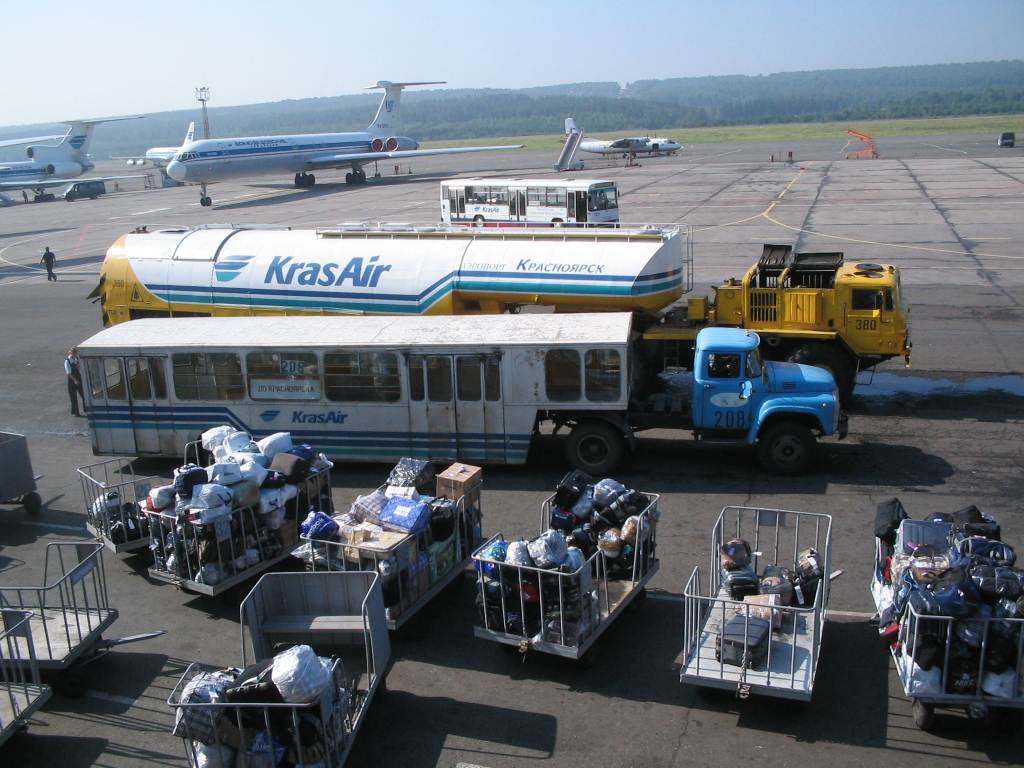

Летовище аеропорту Ємельяново відповідає класу А і має у розпорядженні одну злітно-посадкову змугу 3 700 на 60 метрів. Аеропорт допущений до польотів по другій категорії ІКАО з січня 2009 року. В аеропорту є єдиний за Уралом такого класу ангарний комплекс. Летовище має у розпорядженні 66 місць стоянок літаків. Працюють три термінали — один міжнародний, один для обслуговування внутрішніх рейсів на виліт та один для обслуговування внутрішніх рейсів на прийом. Великий парк спеціальної аеродромної техніки — понад 130 одиниць. Восени 2010 року був введений в експлуатацію новий вантажний термінал пропускною здатністю 150 тонн на добу, здатний обслужити за рік до 55 тисяч тонн вантажу. Термінал обладнаний відповідно до вимог IATA, має зони для зберігання небезпечних, радіоактивних вантажів, а також зони з регульованим режимом для зберігання швидкопсувних товарів.
Авіакомпанія Lufthansa Cargo використовує аеропорт як транзитний при вантажоперевезеннях з Європи до Японії (та інших держав Південно-Східної Азії), перенісши базовий пересадочний вузол з Астани (Казахстан) у Красноярськ. За вісім місяців 2011 року компанією було здійснено тисяча сто п'ятьдесят три літаковильотів, що майже на 24 % вище аналогічних показників минулого року і свідчить про динаміку збільшення кількості рейсів.
Аеропорт Ємельяново є другим за величиною після Франкфурта по кількістю обслуговуваних рейсів авіакомпанії Lufthansa Cargo. Технічне обслуговування повітряних суден німецького авіаперевізника, а також усунення неполадок у разі їх виникнення, здійснюють фахівці лінійної станції Lufthansa Technic.
На початку лютого 2012 року американські вантажні авіакомпанії World Airways, National Air Cargo та Atlas попрохали Мінтранс і уряд Красноярського краю дозволити їм технічну посадку в аеропорту Ємельяново.

## Авіакомпанії та напрямки, жовтень 2020
| Авіакомпанія         | Пункт призначення |
| -------------------- | --- |
| Aeroflot             | Москва-Шереметьєво |
| Алроса               | Краснодар |
| Angara Airlines      | Чита, Іркутськ, Мирний, Полярний, Талакан, Улан-Уде |
| Avia Traffic Company | Бішкек, Ош |
| Аврора               | Хабаровськ |
| Azur Air             | Сезонний чартер: Анталія, Камрань, Паттайя, Пхукет |
| IrAero               | Фергана, Іркутськ, Маньчжурія, Новосибірськ Сезонний: Баку |
| KrasAvia             | Хатанга, Мирний, Норильськ, Омськ, Талакан, Уфа |
| NordStar             | Байкіт, Пекін, Ігарка, Кемерево, Хатанга, Кизил, Москва-Домодєдово, Норильськ, Омськ, Підкам'яна Тунгуска, Сєверо-Єнісейськ, Чжендін, Сочі, Сургут, Талакан, Томськ, Тура, Туруханськ, Ванавара, Єкатеринбург Сезонний: Анапа |
| Nordwind Airlines    | Москва-Шереметьєво Сезонний: Баку, Сімферополь Сезонний чартер: Анталія, Краснодар |
| Pegas Fly            | Сезонний чартер: Монастір, Камрань, Паттайя, Пхукет |
| Pobeda               | Москва-Внуково Сезонний: Сочі |
| Red Wings Airlines   | Сезонний: Сочі |
| Rossiya              | Санкт-Петербург |
| RusLine              | Бєлоярський, Надим Новий Уренгой, Ноябрськ, Єкатеринбург |
| S7 Airlines          | Пекін-Дасин, Москва-Домодєдово, Новосибірськ, Владивосток Сезонний: Бангкок-Суварнабхумі |
| SiLA                 | Горно-Алтайськ |
| Ural Airlines        | Душанбе, Харбін, Худжанд, Ош, Єкатеринбург |
| UTair                | Іркутськ, Москва-Внуково, Новосибірськ, Сургут, Тюмень |
| UVT Aero             | Челябінськ, Казань, Омськ, Ростов-на-Дону |
| Uzbekistan Airways   | Ташкент |
| Yakutia Airlines     | Нерюнгрі, Якутськ Сезонний: Анапа |
| Yamal Airlines       | Іркутськ, Новий Уренгой Тюмень Ігарка, Томськ |

### Вантажні авіаперевезення
| Авіакомпанія   | Пункт призначення |
| -------------- | --- |
| AirBridgeCargo | Амстердам, Пекін, Франкфурт, Лейпциг/Галле, Льєж, Мілан-Мальпенса, Москва-Шереметьєво, Париж-Шарль де Голль, Шанхай-Пудун |
| Aviastar-TU    | Рига |
| CargoLogicAir  | Лондон-Станстед |

На території аеропорту базується авіація МНС Росії.

## Статистика
| Рік  | Пассажирообіг | Пассажирообіг |
| ---- | ------------- | ------------- |
| 2008 | 1 001 303 ▲   |               |
| 2009 | 1 009 356 ▲   |               |
| 2010 | 1 275 396 ▲   |               |
| 2011 | 1 633 098 ▲   |               |
| 2012 | 1 897 563 ▲   |               |
| 2013 | 2 064 629 ▲   |               |
| 2014 | 2 066 020 ▲   |               |
| 2015 | 1 805 000 ▼   |               |
| 2016 | 1 822 825 ▲   |               |
| 2017 | 2 297 468 ▲   |               |

## Факти
- Злітно-посадкова смуга аеропорту Ємельяново є увігнутою, нижня точка розташована в середині смуги, перепад висот становить 546 см.[12]
- Пропускна здатність летовища — 12 зльотів і 12 посадок на годину.
- На цей момент є одним з небагатьох аеродромів в Сибіру, які можуть приймати надважкі повітряні судна типу Ан-225 «Мрія». Існуючий в єдиному екземплярі, Ан-225 «Мрія» виконав транзитну посадку в аеропорту Ємельяново у вересні 2006 р., виконуючи рейс в Центральну Європу.
- Обслуговування ПС типу Ан-124 «Руслан», Ан-225 «Мрія» проходить безпосередньо на руліжних доріжках, оскільки в аеропорту для них немає спеціальних стоянок. Для ПС типу Boeing 747 в західній частині перону виділені стоянки, при великій кількості цих ПС в аеропорту для обслуговування використовуються руліжні доріжки.

## Транспортна інфраструктура
Аеропорт пов'язаний з містом автодорогою (відгалуження від федеральної траси М53 в районі смт. Ємельяново та в районі присілку Сухий). Між міжміським автовокзалом Красноярська, залізничним вокзалом та аеропортом курсують рейсові автобуси. Час в дорозі — 1 година. Крім цього, в аеропорту робить зупинку частина транзитних автобусних маршрутів.

## Аварії та події
- Авіакатастрофа Ту-104 під Красноярськом 30 червня 1962 року — літак був помилково збитий зенітною ракетою в районі села Маганськ Березівського району, Красноярського краю.
- 23 грудня 1984 року у літака Ту-154 при зльоті виникла пожежа в одному з двигунів. Була зроблена спроба повернутися в аеропорт, проте літак не долетів до смуги 5 км і розбився в районі села Смерекового. Вижив один пасажир.
- 11 листопада 1998 року літак Ан-12 був завантажений комерційним вантажем (13 тонн продовольства). Злітна вага не перевищувала максимально допустиму. Через 4 хвилини після зльоту в складних метеоумовах (снігопад) впав у тайгу, при зіткненні з деревами та землею за 9 км від аеропорту повністю зруйнувався і згорів. Усі 13 людей, які перебували на борту загинули.